# Бурунди на Светском првенству у атлетици на отвореном 2011.
Бурунди је учествовао на 13. Светском првенству у атлетици на отвореном 2011. одржаном у Тегу од 27. августа до 4. септембра. Репрезентацију Бурундија представљало су 2 такмичара (1 мушкарац и 1 жена) у две дисциплине (1 мушка и 1 женска)., 
На овом првенству Бурунди није освојио ниједну медаљу. Постигнути су један лични рекорд и један лични рекорд сезоне.

## Учесници
| Мушкарци: - Жерар Гахенгу — 5.000 м | Жене: - Полин Нијонжер — 5.000 м |  |

## Резултати

### Мушкарци
| Атлетичар     | Дисциплина | Лични рекорд | Група       | Група       | Полуфинале | Полуфинале | Финале               | Финале       | Детаљи |
| Атлетичар     | Дисциплина | Лични рекорд | Резултат    | Место       | Резултат   | Место      | Резултат             | Место        | Детаљи |
| ------------- | ---------- | ------------ | ----------- | ----------- | ---------- | ---------- | -------------------- | ------------ | ------ |
| Жерар Гахенгу | 5.000 м    |              | 14:09,15 ЛР | 17. у гр. 2 |            |            | Није се квалификовао | 32 / 36 (38) |        |

### Жене
| Атлетичарка    | Дисциплина | Лични рекорд | Група        | Група       | Полуфинале | Полуфинале | Финале                | Финале  | Детаљи |
| Атлетичарка    | Дисциплина | Лични рекорд | Резултат     | Место       | Резултат   | Место      | Резултат              | Место   | Детаљи |
| -------------- | ---------- | ------------ | ------------ | ----------- | ---------- | ---------- | --------------------- | ------- | ------ |
| Полин Нијонжер | 5.000 м    | 16:33,77     | 17:23,56 ЛРС | 11. у гр. 1 |            |            | Није се квалификовала | 22 / 23 |        |